# Marie-Michelle Vallon
Pour les articles homonymes, voir Vallon (homonymie).
Marie-Michelle Vallon-Passemard, née le 25 juin 1949, est une joueuse française de basket-ball.

## Palmarès

### Sélection nationale
Championnat d'Europe
- Médaille d'argent du Championnat d'Europe 1970 aux Pays-Bas

Autres
- Début en Équipe de France le 3 janvier 1969 à Montceau-les-Mines contre l'Équipe de Pologne
- Dernière sélection le 20 septembre 1970 à Rotterdam contre l'Équipe d'URSS[2].